# Gris Bordeaux
Pour les articles homonymes, voir Bordeaux.
Gris Bordeaux, de son vrai nom Ibrahima Dione, est un champion de lutte sénégalaise. Après sa victoire contre Tyson, le 3 mai 2015, son palmarès est de 11 victoires pour 12 défaites et 2 sans verdict. Malgré ces nombreuses défaites, il est l’un des meilleur lutteur sénégalais. C’est un grand champion de lutte poid au Sénégal.
Son dernier combat était contre Zarco.
- Victoires : 11
- Défaites : 12
- Sans verdict : 2